# Lubmin
Lubmin, Seebad (pol. Kąpielisko) – gmina w Niemczech w kraju związkowym Meklemburgia-Pomorze Przednie, w powiecie Vorpommern-Greifswald, siedziba związku gmin Amt Lubmin. Leży nad Zatoką Greifswaldzką (Greifswalder Bodden).
Do 1990 r. pracowała tu Elektrownia jądrowa Greifswald (niem. Kernkraftwerk Greifswald) z pięcioma reaktorami wodno-ciśnieniowymi, do zjednoczenia Niemiec największa elektrownia jądrowa Niemieckiej Republiki Demokratycznej, obecnie nieczynna i demontowana.
W Lubminie znajduje się zakończenie Gazociągu Północnego. W miejscowości przewiduje się budowę trzech elektrowni.

## Toponimia
Nazwa pochodzenia słowiańskiego, odosobowego, oznaczająca dosłownie „gród Lubomy”. Forma polska – Lubomin.